# Liste der Monuments historiques in Saint-Girons-d’Aiguevives
Die Liste der Monuments historiques in Saint-Girons-d’Aiguevives führt die Monuments historiques in der französischen Gemeinde Saint-Girons-d’Aiguevives auf.

## Liste der Objekte
| Bezeichnung              | Beschreibung          | Standort                                     | Kennzeichnung | Schutzstatus | Datum | Bild |
| ------------------------ | --------------------- | -------------------------------------------- | ------------- | ------------ | ----- | ---- |
| Möbel                    | Holz, 16. Jahrhundert | in der Sakristei der Kirche St-Girons (Lage) | PM33001456    | Inscrit      | 1981  |      |
| Glocke                   | Bronze, 1608          | in der Kirche St-Girons (Lage)               | PM33000706    | Classé       | 1942  |      |
| Ölgemälde Heiliger Front | 17. Jahrhundert       | in der Kirche St-Girons (Lage)               | PM33001931    | Inscrit      | 2002  |      |